# Starship Flight Test 9

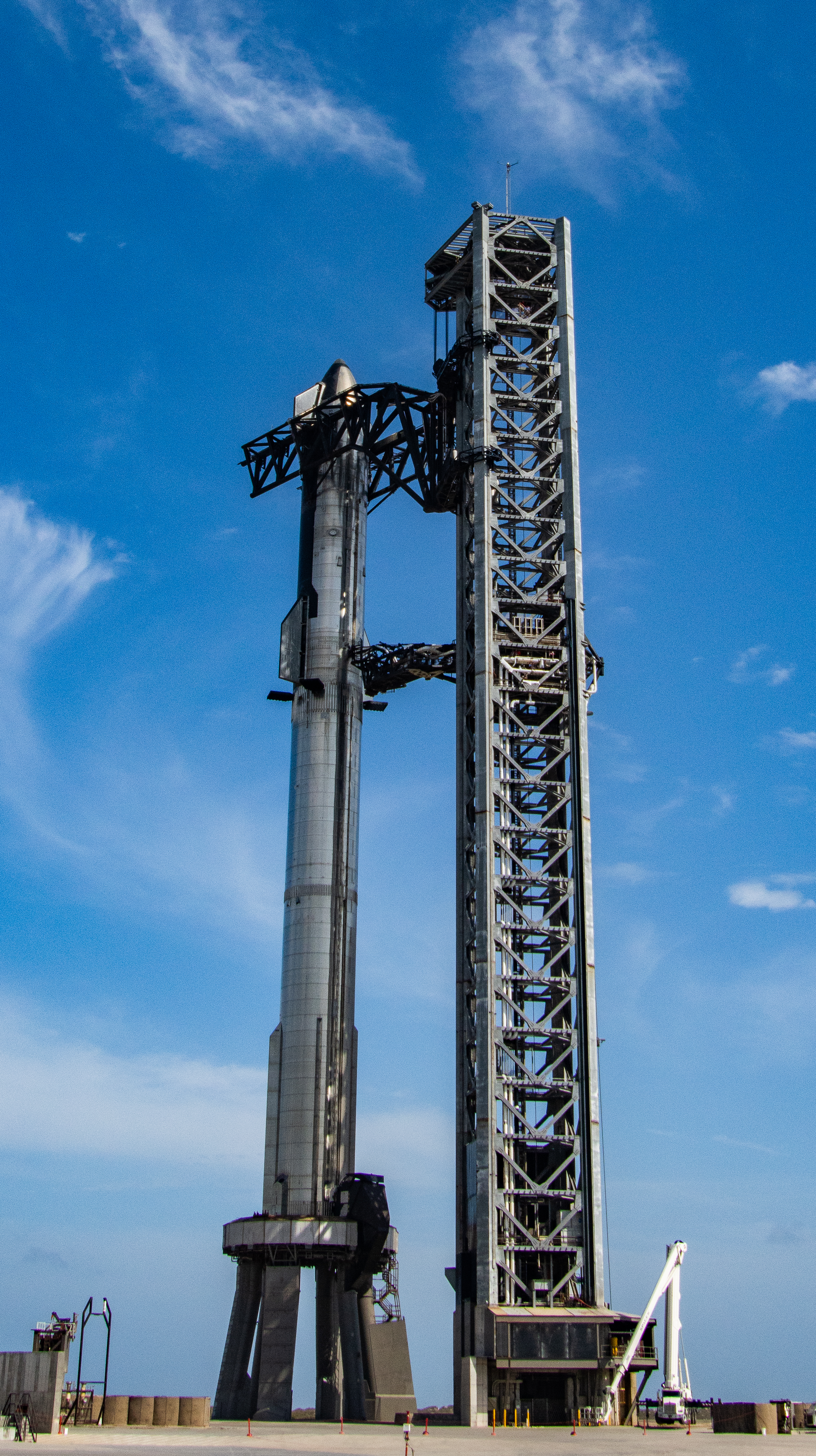
Sestava boosteru B7 a lodi S24 na rampě OLM před startem první testovací mise (IFT-1), v horní části servisní věže sestavu stabilizují pohyblivé paže systému Mechazilla.

Starship Flight Test 9 (FT-9) byl devátý let kosmické lodi Starship na nosné raketě Super Heavy. Obě součásti sestavy vyvinula a postavila společnost SpaceX podnikatele Elona Muska. Let o délce 47 minut se uskutečnil 27. května 2025 a stal se prvním letem, při kterém jeden konkrétní kus nosiče Super Heavy absolvoval už druhý start. Let přinesl dílčí posun oproti předchozím dvěma letům, přestože se jak nosič, tak kosmická loď před pokusem o přistání na mořskou hladinu z různých důvodů rozpadly. 

## Nosná raketa Super Heavy a kosmická loď Starship
Spodní část startovní sestavy tvořila nosná raketa, resp. první, urychlovací stupeň Super Heavy. Horní části pak byla samotná kosmická loď Starship určená pro lety na oběžné dráze a návraty na Zemi. Obě součásti byly vyvinuty jako plně znovupoužitelné a určené pro vynášení satelitů a dalších kosmických těles, zásob včetně paliva, i pro vesmírnou turistiku, cesty k Měsíci a meziplanetární lety.
Nosič Super Heavy (booster) dosahoval délky 71 metrů a jeho průměr – v celé výšce stejný – 9 metrů. Hmotnost boosteru bez paliva se pohybovala nad 200 tunami, z toho asi 80 tun připadalo na nádrže. Pohon zajišťovalo celkem 33 motorů Raptor, které měly při plném výkonu souhrnný tah 73,5 MN, což ze sestavy činilo nejsilnější raketu v historii dobývání vesmíru. Nádrže urychlovacího stupně pojmuly celkem 3 400 tun pohonných hmot, z toho zhruba tři čtvrtiny připadaly na kapalný kyslík a zbylá čtvrtina na podchlazený kapalný metan. Na vrchu boosteru byla umístěna čtyři roštová kormidla pro řízení stupně při přistání, podobně jako se to SpaceX osvědčilo již u jejího dříve vyvinutého nosiče Falcon 9. Shora nosič uzavíral dva metry vysoký prstenec s průduchy, kterými se odváděly spaliny z motorů lodi Starship během jejich spuštění, tedy ještě před oddělením kosmické lodi od urychlovacího stupně. Prstenec byl při 4. a dalších letech po odpojení lodi Starship z boosteru odhozen, čímž se snížila přistávací hmotnost boosteru.
Kosmická loď Starship si po většinu své výšky zachovala průměr 9 metrů, shodný s urychlovacím stupněm. Až v horní čtvrtině se průměr postupně zmenšoval, aby vytvořil zaoblenou kuželovitou špičku. Oproti první verzi však Block 2 byl o 1,8 metru delší (52,1 metru). Pro řízení během sestupu k Zemi měla loď celkem 4 pohyblivé aerodynamické klapky, dvě v horní a dvě v dolní části. Polovinu lodi po celé její délce a jednu stranu klapek pokrývaly dlaždice tepelného štítu pro ochranu lodi při vstupu do atmosféry. Šest motorů Raptor – tři optimalizované pro provoz ve vesmírném vakuu, tři pro provoz v atmosféře – mělo k dispozici celkem 1500 tun pohonných látek, o 300 tun více než v předchozí verzi Block 1. SpaceX udávala kapacitu nákladu 100 až 150 tun.

## Příprava a průběh letu
Pro let SpaceX určila kosmickou loď Starship s výrobním označením Ship 35 (S35) a první stupeň Super Heavy s označením Booster 14 (B14), který již byl úspěšně použit při jednom z předchozích testovacích letů IFT-7 v lednu 2025. B14 se tak stal historicky prvním boosterem SuperHeavy vyslaným ke druhému letu. Zajímavostí v této souvislosti je, že jeden z motorů (výrobní číslo 314) poletí už na svou třetí misi poté, co již letěl při pátém a sedmém testovacím letu.
S35 je lodí druhé generace (Block 2), podobně jako předchozí S33 a S34 neúspěšně použité při sedmém a osmém letu. Nejviditelnější změnou oproti dřívější verzi Block 1 je zmenšení předních klapek, jejich posun směrem ke špičce lodi a současně do větší vzdálenosti od tepelného štítu, čímž se výrazně snížila míra jejich vystavení zahřívání a zároveň se zjednodušily mechanické díly a ochranné obklady. Přepracován byl pohonný systém včetně 25procentního zvýšení objemu pohonných hmot, vakuového opláštění přívodních potrubí a nového systému přívodu paliva pro vakuové motory Raptor. Vylepšen byl modul avioniky pohonu ovládající ventily kosmické lodi a čtecí senzory. Tepelný štít lodi je vybaven dlaždicemi nejnovější generace a obsahuje záložní vrstvu na ochranu při ztrátě nebo nebo poškození dlaždic. Celkem 30 kamer rozmístěných po kosmické lodi v kombinaci s funkcemi internetové sítě Starlink umožňuje streamovat telemetrická data a videa ve vysokém rozlišení rychlostí 120 Mb/s a poskytnout technikům v každé fázi letu neocenitelná technická data.
SpaceX po dvou předchozích letech, které skončily selháním kosmické lodi ve velmi podobné fázi letu a podobným způsobem, před startem deváté mise představí další provedené změny na rámec těch, kterými se pokusila zvýšit spolehlivost kosmické lodi po sedmém misi. Kosmická loď byla např. doplněna o další větrací otvory a nový systém čištění využívající plynný dusík, aby byla spodní část lodi odolnější vůči úniku paliva, došlo také ke změnám v přívodu paliva ke 3 motorům optimalizovaným pro provoz ve vakuu.

### Výroba, testování a předletová příprava
Po svém úspěšném prvním letu a zachycení 16. ledna 2025 se Booster 14 o dva dny později vrátil do montážní haly k poletovým inspekcím a po nich také k přípravě na další použití. Na startovní rampu OLM A ho SpaceX znovu vyvezla 1. dubna 2025, aby 3. dubna podstoupil statický zážeh všech svých 33 motorů, z nichž 29 již bylo použito při předchozím letu. Technici poté B14 odvezli zpět do montážní haly k dalším předletovým přípravám. Po úspěšném testu Staship S35 SpaceX 12. května 2025 vyvezla nosič z haly k rampě a o den později ho vyzvedla do startovní pozice. Ovšem už 16. května následovalo sejmutí z rampy a další den převoz do haly Mega Bay 1. Svou další cestu ke startovní rampě – podle předpokladů již poslední –  B14 absolvoval 25. května 2025 a ještě téhož dne byl vysazen do startovní pozice.
Kuželovitá špička Starship 35 byla v montážním závodě poprvé zaznamenána v říjnu 2024 a do montážní haly byla dopravena koncem prosince 2024. Sestavování hlavní konstrukce pokračovalo v hale Mega Bay 2 do začátku února 2025 a po navazujících montážích vybavení byla kosmická loď 10. března 2025 převezena na testovací místo Massey's ke třem kryogenním testům provedeným v následujících dvou dnech. Zpět do montážní haly k instalaci motorů, manévrovacích klapek a zbylých technologií vyrazila 13. března. Do Massey's se vrátila v posledních dnech dubna, tentokrát k provedení statického zážehu. Uskutečnil se 1. května 2025 a trval celých 30 sekund, zhruba čtyřikrát déle než při testování při dřívějších testech dříve použitých kosmických lodí, ale o polovinu méně než při podobném testu před předchozí misí FT-8. Někteří pozorovatelé upozornili, že závěr testu nebyl bezproblémový. SpaceX sice průběh a výsledek testu nijak nekomentovala, ale loď odvezla do montážní haly a zpět do Massey's ji dopravila 10. května 2025. Tam loď 12. května podstoupila druhý, tentokrát minutový statický zážeh, při němž již pozorovatelé žádné problémy nezaznamenali. Další den technici loď převezli zpět do haly Mega Bay 1. Brzy po něm se objevily informace, že při zážehu došlo k poškození jednoho ze šesti motorů S35 a SpaceX ho musí vyměnit. A 21. května 2025 se kosmická loď skutečně vydala potřetí do Massey's, tentokrát ale technici o den později pouze na jediném motoru provedli dvakrát tzv. spin prime test, tedy zkoušku bez zážehu, spočívající především v roztočení čerpadel pohonných hmot pro ověření jejich funkčnosti. Na 23. května připadl transport do Mega Bay 1, kde 24. května S35 dostala svůj náklad, simulátory satelitů sítě Starlink, aby mohla hned 25. května vyrazit ke startovní plošině a 26. května 2025 spočinout na vršku boosteru B14.

### Termín startu
Ze zmíněné žádosti o povolení telekomunikačního provozu během 8, Vyplynul nejdřívější předpokládaný start 14. března 2025, který ale vzhledem k dalšímu vývoji nebyl naplněn. Média a pozorovatelé Starbase se svorně uchylují k obecnému konstatování, že se start uskuteční nejdříve v dubnu, případě nejdříve koncem dubna nebo počátkem května 2025. První reálnější informace vyplynuly – jako v předchozích případech – z navigačních omezení pro lodě a letadla vydaných 4. května. Start by se podle nich měl uskutečnit mezi 9. a 22. květnem 2025. To ale bylo o den později opraveno na období mezi 13. a 23. květnem 2025 a další den posunuto dokonce o 6 dní – uzavření leteckého prostoru pro start a případný návrat nosiče k zachycení věží bylo naplánováno na čas od 19. května 2025, 23:30 UTC, do 20. května 2025, 01:34 UTC. Vypsáno bylo také 6 záložních uzavírek ve stejných časech v následujících 9 dnech. Následovaly další odklady – navigační omezení vydaná 9. května posouvala první ze startovních oken na 20. května, od 12. května se počítalo s 21. květnem  a 15. května vyšel najevo termín 22. května 2025. Kromě obvyklých omezení východním směrem od kosmodromu v Mexickém zálivu a v protáhlém úseku plánovaného místa přistání v Indickém oceánu mezi Madagaskarem a severozápadním pobřežím Austrálie tentokrát úřady vydaly varování také pro oblast v Karibském moři východně od Kuby a severně ostrova Hispaniola, tedy v místech, která byla při předchozích dvou letech ohrožena troskami po výbuších lodí Starship S33 a S34. Všechna opatření však byla 18. května odložena, tentokrát o celých 5 dní na 27. května 2025 a dalších 6 dní ve stejných časech jako v předchozích termínech. Uzávěry v místě přistání Starship v Indickém oceánu 65 minut po startu jsou již ovšem naplánovány na 28. května a dalších 6 dní, vždy od 00:12 do 03:05 UTC.
Termín letu závisel kromě technické připravenosti na straně SpaceX i na tom, kdy Federální úřad pro letectví (FAA) schválí závěry vyšetřování, které společnost na žádost úřadu vedla ohledně selhání Starship při 8. letu 6. března 2025. Případně jestli umožní, aby SpaceX provedla 9. let bez toho, že by bylo vyšetřování k 8. letu dokončeno. Přesně takový postup se totiž stal už v předchozím případě, kdy FAA povolil 8. let, zatímco vyšetřování nehody lodi při 7. letu, které SpaceX vedla, zůstalo pod dohledem úřadu otevřené a skončilo až na konci března 2025, více než tři týdny po 8. letu. 
Úřad se k tématu poprvé vyslovil 15. května 2025, kdy vydal úpravu licence pro 9. misi včetně povolení zvýšit počet startů ze Starbase z dosavadních 5 na 25 ročně, ale zatím nepovolil provedení letu, protože ještě nedokončil přezkum zprávy o nehodě při 8. letu, kterou SpaceX předložila 14. května 2025. Záhy navíc vyšlo najevo, že upravený text licence přinejmenším pro 9. let nepočítá s možností zachycení nosiče ani kosmické lodi rameny startovací a přistávací věže, což FAA následně na přímý dotaz novinářů potvrdil. Úřad pak napodruhé 22. května 2025 povolil další lety Starship, aniž by ukončil vyšetřování 8. letu. Ve svém stanovisku úřad konstatoval, že „provedl komplexní bezpečnostní prověrku nehody lodi SpaceX Starship při letu 8 a rozhodl, že společnost příčiny nehody uspokojivě odstranila, a proto se může loď Starship vrátit k letu”. Současně informoval, že nařídil rozšířit ochranou zónu na zhruba 3|000 km od místa startu východním směrem po trase letu, což je bezmála dvojnásobek délky zóny při předchozím letu, kdy dosáhla asi 1 640 km).

### Letový plán
Ještě pět dní před startem se – mimo jiné na základě zveřejněných omezení letového a námořního provozu – očekávalo, že SpaceX provede 9. let sestavy Starship/SuperHeavy podle nenaplněného programu, který byl připraven pro lety FT-7 a FT-8. Teprve poté, co FAA 22. května 2025 devátý let povolila, společnost informovala o letovém plánu.
Trajektorii letu S35 po transatmosférické dráze SpaceX stanovila naprosto shodně jako u obou předchozích pokusů, stejně jako záměry na znovuzapálení jednoho ze motorů Raptor ve vesmíru a vysazení několika (tentokrát 8) simulátorů satelitu Starlink kvůli otestování funkčnosti zařízení, které má Starlinky v budoucnu vypouštět po desítkách. I tentokrát loď při návratu do atmosféry čeká několik experimentů týkajících se zejména její tepelné ochrany – z vnějšího povrchu bylo odstraněno značné množství dlaždic tepelného štítu, což vytvořilo podmínky pro zátěžový test zranitelných míst, např. kolem závěsů pohyblivých klapek. Další dlaždice byly nahrazeny testovacími vzorky z jiných materiálů a dokonce také jednou dlaždicí s aktivním chlazením. Způsob průletu horními vrstvami atmosféry (návratový profil) je navíc záměrně navržen tak, aby odhalil strukturální limity zadních klapek Starship v bodě největšího dynamického tlaku při vstupu do atmosféry. SpaceX tak otestuje schopnosti lodi při jiných než optimálních situacích při průletu atmosférou. Kosmická loď poté provede přistání na mořskou hladinu v Indickém oceánu západně od Austrálie.
Největší změnu v letovém plánu tak způsobilo rozhodnutí neopakovat zachycení posilovače B14 věží OLT na kosmodromu, ale přistát na hladinu Mexického zálivu a přitom otestovat chování nosiče při klesání s pouhými dvěma místo obvyklých tří motorů využívaných při finálním přiblížení k zachytávacímu zařízení.

### Průběh letu
Start se uskutečnil hned v prvním možném termínu, po několikaminutovém přerušení odpočítávání v čase T–40 sekund kvůli potížím s rychlospojkou mezi nosičem Super Heavy a pozemní startovací infrastrukturou. Sestava se z rampy OLM A zvedla ve 23:36:29 UTC, bez zjevných potíží doputovala k okamžiku, kdy se 155 sekund po startu zažehly všechny motory kosmické lodi Starship 35. Ta se krátce poté oddělila od boosteru a pokračovala v letu, aby se – na rozdíl od svých dvou předchůdkyň – ve zdraví dočkala okamžiku bezmála 9 minut po startu, kdy se jejích všech 6 motorů v pořádku vypnulo. Tím však úspěchy Starship skončily – bezprostředně poté se na záběrech ze spodní části lodi kolem trysek 6 hlavních motorů objevily známky úniku pohonných látek způsobujícího pomalou rotaci, které později SpaceX potvrdila a navíc oznámila, že nad kosmickou lodí ztratila kontrolu a není schopna ani otevřít dveře nákladového prostoru a vypustit simulátory Starlinků. Tato situace vylučovala nejen provedení zkušebního zážehu jednoho z motorů ve vesmíru, ale také řízený návrat do atmosféry ve správné pozici nutné pro bezpečný průlet a pokus o přistání na mořskou hladinu. Loď proto automaticky uvolnila zbývající tlak v nádržích a při tom pokračovala v nekontrolovaném letu po své plánované dráze, vystoupala do výšky 189 km nad zemským povrchem a zamířila samovolně zpět do atmosféry s očekávaným místem dopadu trosek v předem dané oblasti v Indickém oceánu. To jen potvrdilo vhodnost zvolené trajektorie, protože kdyby SpaceX nechala Starship vynést až na uzavřenou oběžnou dráhu, bylo by mnohem složitější předpovědět, po jaké době a kde do atmosféry vstoupí a kam tedy dopadnou její případné nespálené trosky. Loď, která téměř do svých posledních chvil zasílala telemetrické údaje a video, začala vstupovat do hustších vrstev atmosféry po 40. minutě letu a při rychlosti přes 26 tisíc km/h a odmlčela se před koncem 47. minuty letu, kdy byla necelých 60 km vysoko.
Booster B14 se po oddělení Starship vydal na svou cestu k přistání na hladinu Mexického zálivu. Provedl návratový zážeh svých 13 motorů, následovaný předem oznámeným testem letu pod vyšším úhlem náběhu, v pořádku odhodil prstenec, kterým je zpočátku spojen s kosmickou lodí, ale když se po 315 sekundách letu pokusil je zažehnout znovu při brzdicím manévru před přistáním, náhle explodoval.

### Reakce
SpaceX let okomentovala sérií několika zpráv na síti X, v nichž připomněla, že let byl významným milníkem pro opětovné použití, když ze Starbase poprvé odstartovala již dříve při letu ověřená nosná raketa Super Heavy. Připomněla také, že „testovací cíle byly navrženy tak, aby záměrně posunuly Super Heavy na hranici možností a poskytly nám reálné údaje o jeho výkonnosti, které budou přímo využity při vývoji ještě výkonnějšího boosteru nové generace,"  a dodala, „při takovém testu se úspěch odvíjí od toho, co se naučíme, a dnešní test nám pomůže zlepšit spolehlivost lodi Starship.”
Zakladatel SpaceX Elon Musk se po skončení letu vyjádřil, že příští tři lety budou vyslány s vyšší kadencí, „přibližně jeden start každé 3 až 4 týdny".
Ředitelka inženýringu Starship ve SpaceX Shana Diezová napsala na sociální síti X, že je na základě předběžných dat optimistická ohledně brzkého uskutečnění dalšího testu. Dodala, že tým musí prozkoumat data a potvrdit, že všechny opravy po 8. letu zafungovaly podle očekávání, ale současně uvedla, že „všechny důkazy naznačují nový způsob selhání“ při 9. letu.
Federální úřad pro letectví se v první reakci omezil na odpovědi na novinářské dotazy, ve kterých uvedl, že si je vědom anomálie během letu a aktivně v té věci spolupracuje se SpaceX. Současně informoval, že „nejsou hlášeny žádné případy zranění osob ani škod na veřejném majetku”. 
Komerční astronaut a nominant prezidenta USA Donalda Trumpa na funkci ředitele NASA Jared Isaacman ocenil, že SpaceX pokračovala ve vysílání videosignálu z lodi Starship i v době, kdy zahájila svůj nekontrolovaný návrat do atmosféry.
FAA vydal podrobnější vyjádření až 3 dny po letu. Potvrdil, že všechny trosky rakety a nosiče dopadly do předem stanovených oblastí a že nebyly hlášeny žádné případy zranění osob ani škod na veřejném majetku. Přesto požádal SpaceX, aby nehodu kosmické lodi Starship vyšetřila. V závěrečném stanovisku, které úřad vydal 15. srpna 2025, oznámil uzavření vyšetřování, na jehož provádění dohlížel a jehož výsledky přijal. Připomněl také, že pravděpodobnou hlavní příčinu ztráty lodi bylo selhání palivové komponenty a že SpaceX stanovila nápravná opatření, aby zabránila opakování události.

### Závěrečná zpráva SpaceX
SpaceX na rozhodnutí FAA navázala poměrně obsáhlým a detailním stanoviskem, podle něhož start i návrat nosiče Super Heavy proběhly v pořádku, včetně letového experimentu se sestupem zpět na Zemi pod výrazně vyšším úhlem náběhu než při předchozích letech, až 17 stupňů od svislé osy. Po dosažení plánované oblasti dopadu a asi 1 km nad Zemí nosič znovu zapálil 12 z plánovaných 13 motorů, načež v jeho zadní části došlo k explozi a ztrátě telemetrie. Nejpravděpodobnější příčinou byly vyšší než předpokládané síly působící na konstrukci nosné rakety při experimentu se zvýšeným náběhem, konkrétně na trubici pro přenos paliva uvnitř nosné rakety, což vedlo k selhání konstrukce a tím vyvolanému smíchání metanu a kapalného kyslíku a následnému vznícení. V dalších letových zkouškách s touto (druhou) verzí rakety Super Heavy proto bude úhel náběhu při sestupu nosné rakety snížen, aby se minimalizovala pravděpodobnost podobného strukturálního selhání.
V případě kosmické lodi Starship 35 SpaceX uvedla, že po oddělení od nosného stupně se zapálilo všech šest motorů Raptor a loď letěla po předpokládané trajektorii. Přibližně po třech minutách hoření zaznamenaly senzory uvnitř kosmické lodi setrvalý nárůst hladiny metanu, načež po pěti munutách od zapálení motorů začal rychle klesat tlak v hlavní palivové nádrži a současně se zvyšoval tlak uvnitř motorové sekce. Systémy lodi sice dokázaly pokles tlaku v hlavní nádrži kompenzovat a zajistily dokončení výstupního zážehu a tím i plánované rychlosti na transatmosférické trajektorii, ale zvýšený uvnitř lodi zabránil provedení dalších letových aktivit včetně vyložení modelů satelitů Starlink a testovacího zážehu jednoho z motorů lodi ve vesmíru. Loď poté vypustila veškeré zbývající pohonné hmoty do vesmíru. Do zemské atmosféry v nenormální poloze, což vedlo ke ztrátě ztrátě telemetrických údajů a zániku lodi po přibližně 46 minutách letového testu a ve výšce 59 km a v určené oblasti vstupu nad Indickým oceánem. Nejpravděpodobnější příčinou ztráty horního stupně lodi Starship byla „závada na difuzoru systému přetlakování hlavní palivové nádrže”. Na základě záběrů kamer uvnitř vozidla a uměle vytvořených podobných podmínek při testování v pozemních zařízení SpaceX v Texasu poruchu znovu vytvořit za letových podmínek inženýři společnosti palivový difuzor přepracovali tak, aby lépe směroval stlačený plyn do hlavní palivové nádrže a podstatně snížil namáhání své konstrukce. Ta poté prošla přísnější kvalifikační kampaní, při níž byla vystavena podobnému letovému jako při letu, i když pracovala po dobu více než desetinásobku očekávané životnosti. 